# Microporellus inusitatus
Microporellus inusitatus är en svampart som först beskrevs av Lloyd, och fick sitt nu gällande namn av Corner 1987. Microporellus inusitatus ingår i släktet Microporellus och familjen Polyporaceae.   Inga underarter finns listade i Catalogue of Life.